# Ursulinas de María Inmaculada
La Congregación de Hermanas Ursulinas de María Inmaculada (en latín: Congregatio Sororum Santae Ursulae Placentina) es un congregación religiosa católica femenina, de vida apostólica y de derecho pontificio, fundada en 1649 por la religiosa italiana Brigida Morello en Piacenza. A las religiosas de este instituto se les conoce como Hermanas Ursulinas de María Inmaculada o simplemente como ursulinas de Piacenza. Sus miembros posponen a sus nombres las siglas O.M.I.

## Historia
La congregación tiene su origen en el colegio de ursulinas fundado en Piacenza (Italia) por iniciativa de la duquesa Margarita de Médici, con el fin de educar a las jóvenes nobles a imitación del colegio de las ursulinas de Parma. La escuela fue abierta el 17 de febrero de 1649, con la aprobación diocesana de Alessandro Scappi, obispo de Piacenza, bajo la dirección de viuda Brigida Morello, considerada la fundadora del instituto. Los directores espirituales de la obra fueron los jesuitas, por eso la espiritualidad el instituto es marcadamente ignaciana.
En 1920, por iniciativa de Maria Lucrezia Zileri dal Verme el instituto fue unido a la Ursulinas Misioneras del Sagrado Corazón, pero en 1923 se volvieron a separar. El instituto de Piacenza fue aprobado como congregación religiosa de derecho pontificio por el papa Pío XI, mediante decretum laudis del 16 de junio de 1936.

## Religiosas ilustres
Entre los personajes importantes de la congregación resalta la figura de Brigida Morello (1610-1679), quien además de ser la fundadora del instituto, se preocupó en primera persona por la preparación y formación cristiana de las jóvenes nobles y murió con fama de santidad. Fue beatificada por el papa Juan Pablo II el 15 de marzo de 1998.

## Organización
La Congregación de Hermanas Ursulinas de María Inmaculada es un instituto religioso de derecho pontificio y centralizado, cuyo gobierno es ejercido por una superiora general. La sede central se encuentra en Roma (Italia).
Las ursulinas de Dole se dedican a la educación y formación cristiana de las jóvenes, a la atención de enfermos y a la pastoral parroquial. Su espiritualidad es ignaciana. En 2017, el instituto contaba con 799 religiosas y 106 comunidades, presentes en Brasil, India, Italia, Kenia, Libia y Tanzania.